# Highsnob

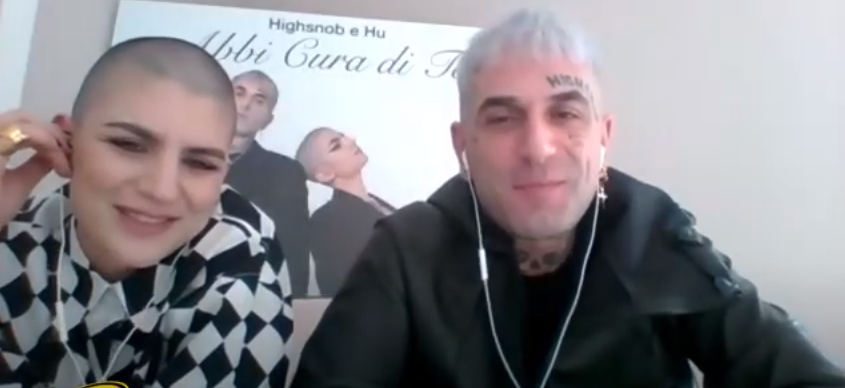
Highsnob (rechts) bei einem Interview von Radio Bruno während des Sanremo-Festivals 2022

Highsnob (* 2. August 1985 als Michele Matera in Avellino), auch bekannt als Mike Highsnob oder Eskalator, ist ein italienischer Rapper.

## Karriere
Highsnob wuchs bei La Spezia (Ligurien) auf. Nach einer Ausbildung zum Werbegrafiker begann er, sich für Rap zu interessieren. Zusammen mit Samuel Heron begründete er in Mailand das Musikprojekt Bushwaka, mit dem er 2015 ein Album veröffentlichte. 2016 begann er seine Solokarriere mit dem Lied Harley Quinn. Dieses fand 2017 Eingang in Highsnobs Debüt-EP PrettyBoy, auf der er etwa mit Ernia und Livio Cori zusammenarbeitete. Gemeinsam mit Junior Cally veröffentlichte er 2018 das Lied Wannabe, das den Auftakt zu einer Trilogie bildete. Im selben Jahr erschien außerdem sein erstes Album Bipopular in Eigenproduktion.
Im Jahr 2019 meldete sich Highsnob mit Wannabe Vol. 2 (wieder zusammen mit Junior Cally) zurück und veröffentlichte die EP Yin. Außerdem arbeitete er mit weiteren Musikerkollegen zusammen, etwa mit Mambolosco im Lied 23 coltellate. Wannabe Vol. 3 folgte 2020, diesmal mit Junior Cally und Enzo Dong. Im selben Jahr erschien das nächste Album Yang, nun beim Major-Label Sony.

## Diskografie

### Alben
| Jahr | Titel     | Höchstplatzierung, Gesamtwochen, AuszeichnungChartsChartplatzierungen (Jahr, Titel, Platzierungen, Wochen, Auszeichnungen, Anmerkungen) | Anmerkungen |
| Jahr | Titel     | IT | Anmerkungen |
| ---- | --------- | --- | ----------- |
| 2018 | Bipopular | IT14 (2 Wo.)IT | Believe     |
| 2020 | Yang      | IT77 (1 Wo.)IT | Sony        |

### EPs
- PrettyBoy (2017)
- Yin (2019)

### Singles (Auswahl)
| Jahr | Titel Album       | Höchstplatzierung, Gesamtwochen, AuszeichnungChartsChartplatzierungen (Jahr, Titel, Album, Platzierungen, Wochen, Auszeichnungen, Anmerkungen) | Anmerkungen                                                 |
| Jahr | Titel Album       | IT | Anmerkungen                                                 |
| ---- | ----------------- | --- | ----------------------------------------------------------- |
| 2016 | Harley Quinn –    | IT— GoldIT | Verkäufe: + 25.000                                          |
| 2018 | Wannabe –         | IT72 (1 Wo.)IT | feat. Junior Cally                                          |
| 2019 | Wannabe Vol. 2    | IT76 (1 Wo.)IT | mit Junior Cally & Andry the Hitmaker                       |
| 2019 | 23 coltellate –   | IT— GoldIT | feat. Mambolosco Verkäufe: + 35.000                         |
| 2020 | Wannabe Vol. 3    | IT41 (2 Wo.)IT | mit Junior Cally & Enzo Dong                                |
| 2022 | Abbi cura di te – | IT21 Gold · (2 Wo.)IT | mit Hu Beitrag zum Sanremo-Festival 2022 Verkäufe: + 50.000 |

## Belege
1. ↑  Stefano Moraschini: Highsnob, la biografia: storia, canzoni, carriera e curiosità. 28. Dezember 2021, abgerufen am 23. Februar 2022 (italienisch).
2. ↑  Vincenzo Torregrossa: Highsnob è il primo rapper italiano a pubblicare un NFT. In: lacasadelrap.com. 11. Mai 2021, abgerufen am 4. Dezember 2021 (italienisch).
3. ↑  Alben von Highsnob. In: Italiancharts.com. Hung Medien, abgerufen am 3. Dezember 2021.
4. ↑  Archivio classifiche Top Singoli. FIMI, abgerufen am 3. Dezember 2021 (italienisch).
5. 1 2 3  Certificazioni. FIMI, abgerufen am 2. Mai 2022 (italienisch).

| Personendaten    | Personendaten                                                                    |
| ---------------- | -------------------------------------------------------------------------------- |
| NAME             | Highsnob                                                                         |
| ALTERNATIVNAMEN  | Matera, Michele (Geburtsname); Highsnob, Mike (Pseudonym); Eskalator (Pseudonym) |
| KURZBESCHREIBUNG | italienischer Rapper                                                             |
| GEBURTSDATUM     | 2. August 1985                                                                   |
| GEBURTSORT       | Avellino                                                                         |